# Theodor von Jürgensen
Theodor von Jürgensen (11 aprile 1840 – 8 maggio 1907) è stato un medico tedesco.

## Biografia
Studiò medicina presso le università Kiel, Breslavia e Tubinga, conseguendo il dottorato nel 1863. In seguito è fu docente a Kiel, dove nel 1869 divenne professore associato e capo dell'ambulatorio medico. Nel 1873 divenne professore ordinario di terapia generale e direttore del Policlinico locale a Tubinga, posizione che mantenne fino alla sua morte nel 1907.
Jürgensen fu specializzato nella ricerca delle malattie cardiovascolari, ed è ricordato per il suo lavoro che coinvolge il trattamento della polmonite e morbillo.

## Pubblicazioni principali
- Klinische Studien über die Behandlung des Abdominaltyphus mittels des kalten Wassers; (1866)
- Die Körperwärme des gesunden Menschen; (1873)
- Kruppöse Pneumonie Katarrhalpneumonie, in Hugo Wilhelm von Ziemssen "Handbuch der speciellen Pathologie und Therapie", (1874)
- Antiphlogistische Heilmethoden, Blutentziehungen Transfusion, in Ziemssen's "Handbuch der allgemeinen Therapie", (1880)
- Kruppöse Pneumonie: Beobachtungen aus der Tübinger Poliklinik; (1883)
- Mitteilungen aus der Tübinger Poliklinik, (1886)
- Lehrbuch der speciellen Pathologie und Therapie; (1893)
- Acute Exantheme: Allgemeines, Masern, Scharlach, Rötheln, Varicellen; (1894–96)
- Erkrankungen der Kreislaufsorgane, Insufficienz, Schwäche, des Herzens;  (1899)